# Juan Batlle Planas
Juan Batlle Planas (n. 1911 en Torroella de Montgrí (Gerona); m. el 8 de octubre de 1966 en Buenos Aires, Argentina) fue un pintor argentino de origen español perteneciente a la escuela surrealista, que se orientó en los últimos años al neorromanticismo, adoptando un estilo no-figurativo de contenido esencialmente simbólico.

## Biografía
Juan Batlle Planas inmigró a la Argentina con su familia cuando tenía dos años, para radicarse en la ciudad de Buenos Aires. Realizó sus estudios secundarios a partir de 1924, en una escuela industrial, en la que se orientó hacia la mecánica y las tinturas. Su inclinación al arte provenía de su tío, el artista plástico José Planas Casas. En 1926 estudió grabado en metal. 
En 1936 realizó su primera serie denominada "Radiografías paranoicas". Desde entonces las muestras se sucedieron con títulos sugestivos como "Los Misterios", "La anatomía de una ciudad", "El ángel y el fuego", "Ley paranoica", "El Tíbet", "El alma", "La piedra", "El Ampurdán", "Imagen persistente de Yocasta", "Mensaje", "El Lama", "Ritmos energéticos", "Situaciones", etc. En 1959 se realizó una exposición en el Museo Nacional de Bellas Artes de Buenos Aires con 106 obras suyas y al año siguiente recibió el Premio Palanza de la Academia Nacional de Bellas Artes de a Argentina.
Para desarrollar su obra, Batlle Planas se inspiró en corrientes de contenido espiritual como la filosofía zen y el psicoanálisis, pero también en la orgonomía de Wilhelm Reich y la poesía. Batlle Planas se interesó especialmente en la psicología de la forma, materia sobre la que dictó clases desde 1953. Entre 1946 y 1950, en su pintura se destacó un tipo de figuras femeninas, llamadas "Noicas". 
En el año 1963, la Municipalidad de la Ciudad de Buenos Aires edita la carpeta "El barrio de San Telmo", con 12 grabados de Batlle Planas. El Museo del Dibujo y la ilustración los expuso en varias oportunidades entre las cuales realizó una muestra en el Museo Sívori de Buenos Aires.

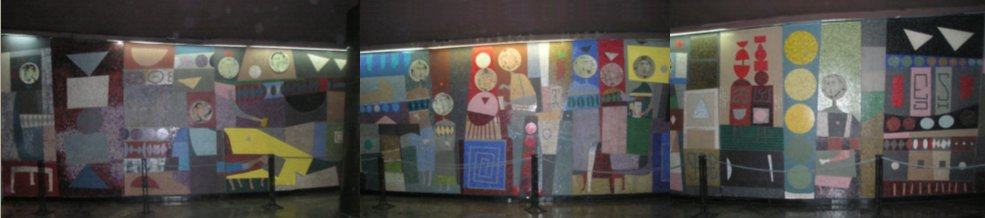
Mural de Batlle Planas en el teatro San Martín de Buenos Aires. Contiene la siguiente poesía dedicada a su esposa Elena: "Yo y tú llevamos más que bestias, como animales penetrados, por la sabiduría/ y dejamos estela/ alimentados por la bondad que el vacío adquiere por el amor. Juan Batlle Planas.".

Juan Batlle Planas era hincha del Racing de Avellaneda. En la actualidad, tiene calle en Córdoba (Argentina), Buenos Aires y en su pueblo natal de Torroella de Montgrí.

## Obras expuestas en sitios públicos
- Mural cerámico (1960), hall de entrada del Teatro General San Martín, Sala Carlos Morel, Corrientes 1530, Buenos Aires
- "El pueblo hebreo" (1945), mosaico veneciano, Sociedad Hebraica Argentina, Sarmiento 2233, Buenos Aires.[3]
- "Éxodo" (1945), mosaico veneciano, Sociedad Hebraica Argentina, Sarmiento 2233, Buenos Aires.
- Bóveda y mural logotipo de la galería (1954), Galería Santa Fe, Avenida Santa Fe 1660, Buenos Aires.[4]